# 존 T. 맥닐
존 맥닐(John Thomas McNeill, 1885년 7월 28일 - 1975년 2월 2일)은 캐나다출신의 교회사 연구가이다. 장 칼뱅의 기독교 강요의 영어판(2권)의 편집장으로 일했으며, 1960년에 출판된 그의 작품은 세계적으로 걸작품으로 꼽힌다. 그의 장 칼뱅과 종교 개혁에 관한 작품인 <칼빈주의 역사와 성격>(양낙홍 옮김)은 칼뱅주의연구에 많은 기여를 하였다.

## 칼빈주의 역사와 성격[2]
존 맥닐의 작품으로 옥스퍼드 대학교에서 1954년에 출판되었으며, 다음과 같은 목록으로 구성되어 있다.
- 제 1부 쯔빙글리와 독일계 스위스의 종교개혁
- 제 2부 칼빈과 제네바의 종교개혁
- 제 3부 유럽과 초기 미국에 있어서의 개혁주의 프로테스탄트주의의 확장
- 제 4부 칼빈주의와 현대의 문제들

## 저작
- A History of the Cure of Souls (New York: Harper & Brothers, 1951).
- The History and Character of Calvinism (New York: Oxford University Press, 1954).
- The Celtic Churches: A History A.D. 200 to 1200 (University of Chicago Press, 1974).
- The Library of Christian Classics (Westminster John Knox Press, 2006).